# Roque del Este
Roque del Este är en ö i den spanska ögruppen och autonoma regionen Kanarieöarna som ligger i Atlanten utanför Afrikas nordvästra kust. Det ligger 12 kilometer nordost om Lanzarote och är den östligaste av Kanarieöarna.
Roque del Este bildades av vulkanutbrott och öns form ser ut som ett omvänt L. Ön har två uddar, en stor i norr och en mindre i söder. Den högsta punkten ligger på den norra delen och är 84 m ö.h. och den södra delen är 63 m ö.h.
Ön är en del av nationalparken Parque Natural del Archipiélago Chinijo i Chinijoarkipelagen.